# Université de service social de Tokyo
L'Université de service social de Tōkyō (東京福祉大学, Tōkyō Fukushi Daigaku, couramment abrégée en Tōfukudai, 東福大) est une université privée japonaise, située dans les villes de Toshima et de Tōkyō.

## Composantes
- Faculté de service social
- Faculté de pédagogie
- Faculté de psychologie